# ジューン・アンダーソン
ジューン・アンダーソン（June Anderson, 1952年12月30日 - ）は、パリ在住のアメリカ合衆国のコロラトゥーラ・ソプラノ歌手。
マサチューセッツ州ボストン出身。コネチカット州に育ち、11歳で声楽を始め、17歳のとき、メトロポリタン歌劇場オーディションの最終選考に残った最年少記録を作る。
イェール大学でフランス語により学位を取得し、その後に声楽で身を立てることを決意する。2年を限度と定めて数々のオーディションを受験、万一挫折した場合はロースクールに進学するつもりであった。念願かなって1978年にニューヨーク・シティ歌劇場において、モーツァルトの《魔笛》の夜の女王役でデビューを果たす。1982年にイタリアにおいて、ロッシーニの《セミラーミデ》のタイトル・ロールによってヨーロッパ・デビューを飾る。その後は世界各地の主要な歌劇場に出演を続け、録音活動にも積極的に取り組んでいる。
元はベッリーニやドニゼッティを得意とするベル・カント歌手として名を馳せたが、努力の末に首尾よくレパートリーを拡げ、オペレッタや、リヒャルト・シュトラウスの楽劇と管弦楽伴奏歌曲も得意とするようになった。やや太めのよく通る声と、繊細な表情付けが特徴的。